# Bisbat d'Angers

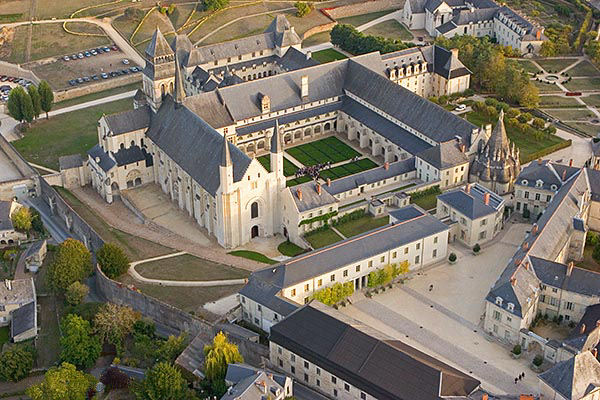
L'abadia de Fontevrault.

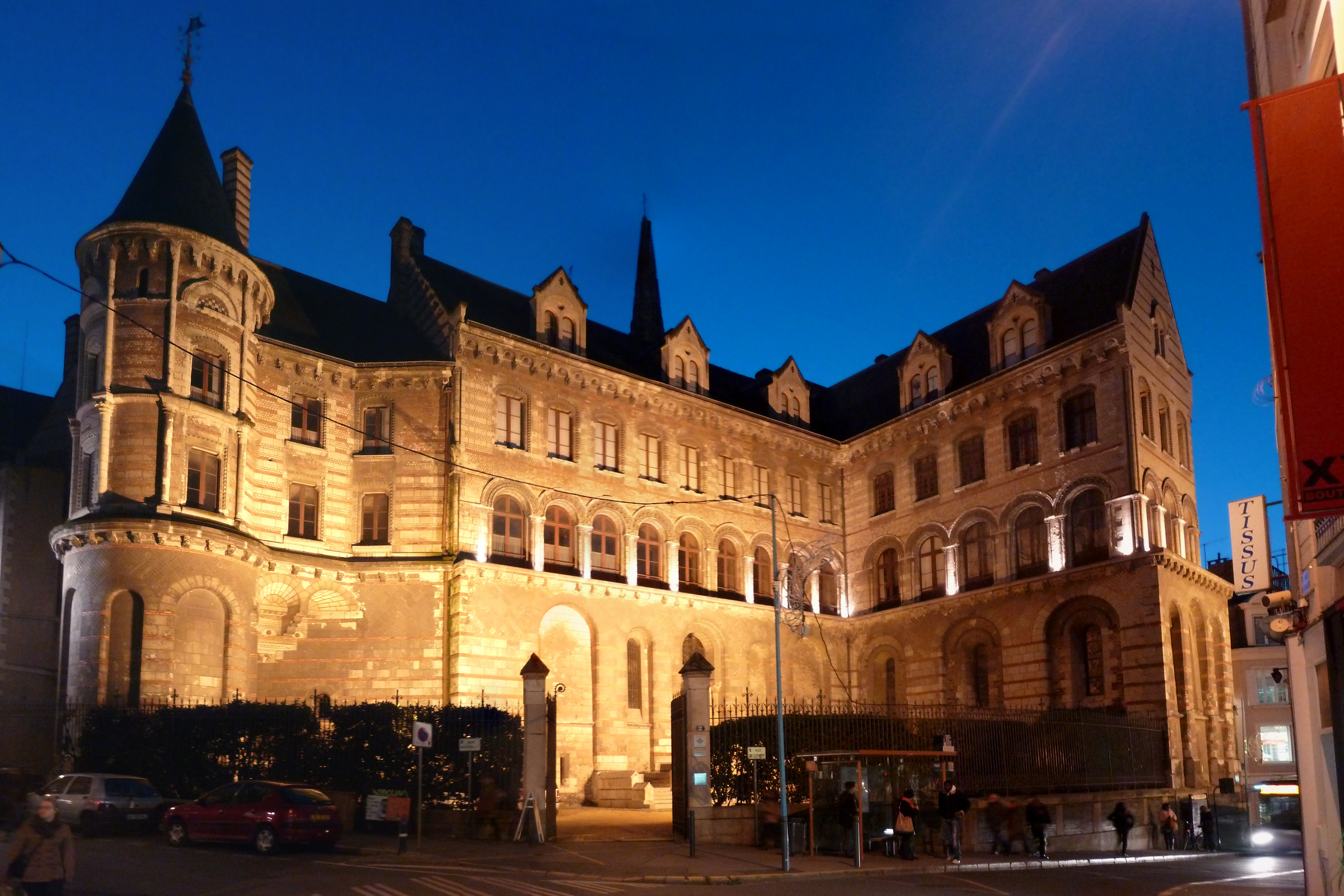
El palais du Tau, antic palau episcopal d'Angers, avui centre de les obres diocesanes.

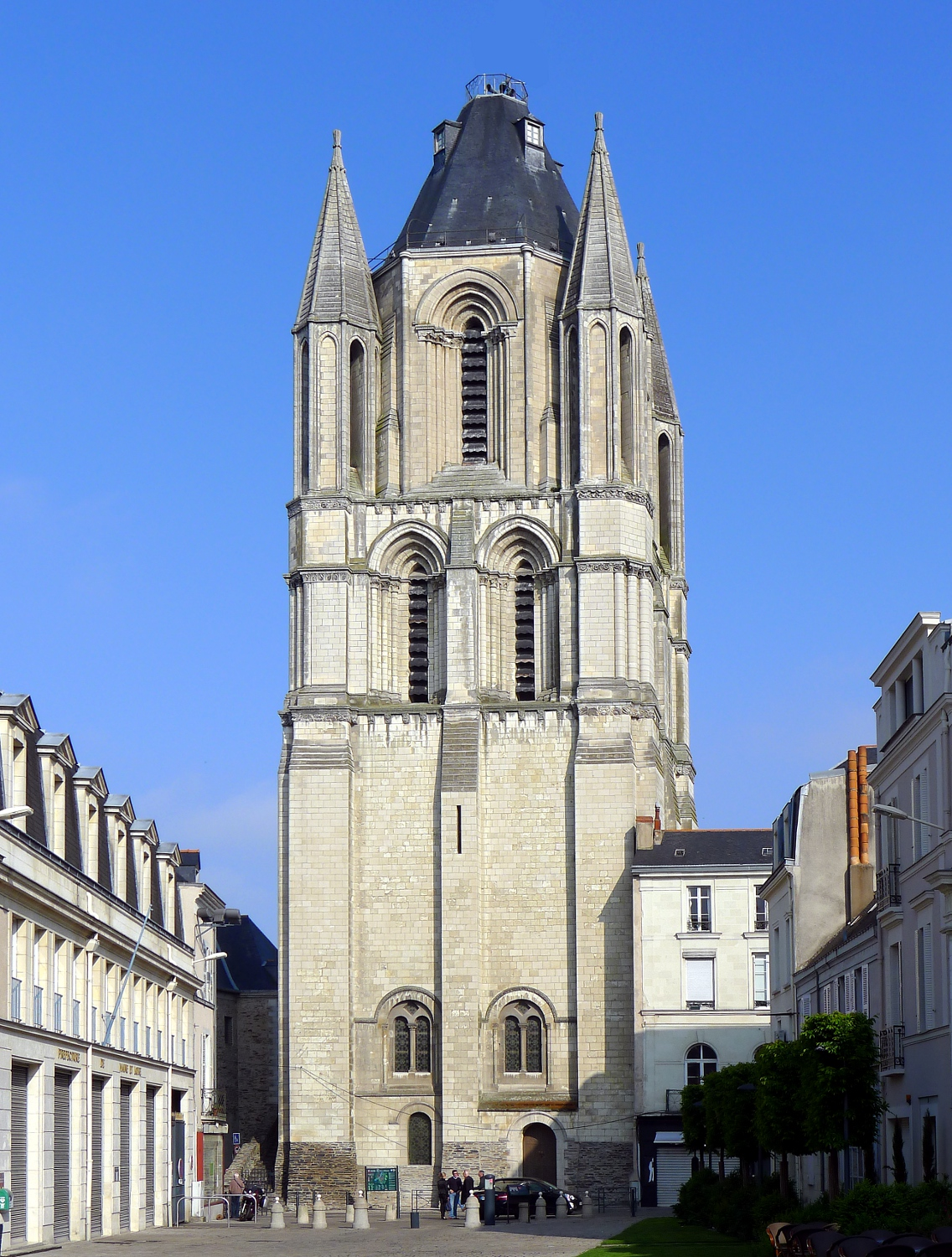
La tour Saint'Aubin és tot el que resta de l'antiga abadia de Sant Aubin, fundada el.

El bisbat d'Angers (francès: Diocèse d'Angers, llatí: Dioecesis Andegavensis) és una seu de l'Església Catòlica a França, sufragània de l'arquebisbat de Rennes. Al 2012 tenia 566.000 batejats sobre una població de 783.000 habitants. Actualment està regida pel bisbe Emmanuel Delmas.

## Territori
La diòcesi comprèn el departament francès del Maine i Loira.
La seu episcopal és la ciutat d'Angers, on es troba la catedral de Sant Maurici.
El territori s'estén sobre 7.166 km², i està dividit en 85 parròquies, agrupades en 12 vicariats.

## Història
La diòcesi està testimoniada per primera vegada el 372, any en què el bisbe Difensore va participar en l'elecció de l'arquebisbe de Tours. A partir d'aquest moment, els antics catàlegs episcopals informen d'una presència ininterrompuda de bisbes, molts d'ells testimoniats per documents històrics.
Juliomagus, capital de l'antic poble celta dels Andecavi, era una civitas de la província romana de la Gàl·lia Lugdunense tercera, com ho demostra la Notitia Galliarum de principi del segle v. Des del punt de vista tant religiós com civil, Angers depenia de la província eclesiàstica de l'arxidiòcesi de Tours, seu metropolitana províncial.
En 453 es va celebrar un concili a Angers que va reunir els bisbes de la província eclesiàstica. El primer esment de la catedral és el 470.
Sant Licí el 601 va rebre del Papa Gregori el Gran, una carta de recomanació per Agustí i els seus companys, que es preparaven per evangelitzar als pobles anglosaxons de Britànnia: és l'evidència més antiga coneguda de la relació entre l'Església d'Angers i la de Roma .
Durant l'edat mitjana, Angers va ser una important ciutat monàstica, amb sis monestirs: Sant'Albí (Saint-Aubin), San Sergi, San Julià, San Nicolau, Ognissanti i Ronceray. Els primers monestirs van ser fundats al segle vi.
El 1229 el papa Calixt II va visitar la diòcesi.
El 1244 es va fundar la universitat amb les facultats de dret civil i canònic, a les quals en 1432 es van afegir les facultats de teologia, medicina i art.
A partir del segle xiv, la diòcesi va veure el naixement i el desenvolupament d'un gran nombre de confraries; es coneixen 33 a la ciutat d'Angers i 61 a les parròquies rurals. La majoria d'elles es dedicaven als sants (especialment Sant Nicolau, Sant Jaume i Santa Caterina), així com al Santíssim Sagrament.
Després del concordat amb la butlla Qui Christi Domini del Papa Pius VII el 29 de novembre de 1801, es va fer que els límits diocesans coincidissin amb els del departament de Maine i Loira, incorporant algunes parròquies que havien pertangut a la diòcesi de Nantes i cedint-ne d'altres a la diòcesi de Le Mans.
El 1998 es va reorganitzar la divisió pastoral de la diòcesi, que fusionava les més de 400 parròquies històriques en 85 noves parròquies.
El 8 de desembre de 2002, amb la reorganització de les circumscripcions diocesanes franceses, va passar a formar part de la província eclesiàstica de l'arxidiòcesi de Rennes.

## Cronologia episcopal
Hi ha diversos catàlegs episcopals antics que informen la sèrie dels bisbes d'Angers. Segons Louis Duchesne, es poden reduir a dues tipologies: un catàleg primitiu del segle ix; i el catàleg anomenat "d'Archanald", produït per sis manuscrits diversos, fet al segle x o a l'inici del xi.
- Difensore † (citat el 372)
- Sant'Apodemio † (citat el 396)
- Prospero
- San Maurilio † (vers 423 - 13 de setembre de 453 mort)[2]
- Talasio † (4 d'octubre de 453 - després de 465)
- Eumerio †
- Eustochio † (citat el 511)
- Adelfio †
- Sant'Albí (Aubin) † (abans de 538 - després de 549)[3]
- Domiziano † (citat el 567)
- Baudigiselo †
- Audoveo † (abans de 581 - després de 590)
- San Licino † (citat el 601)
- Caidulfo †
- San Magnobodo † (610 - després de 627)
- Niulfo †
- San Lupo †
- Agilberto †[4]
- Godeberto †
- Gariario †
- Bosone †
- Colatobo †
- Benigno †
- Berto †
- Sadrio † (citat el 757)
- Mauriolo † (abans de 762 - després de 770)
- Genziano †
- San Benedetto † (citat el 816)
- Flodegario † (citat el 829)
- Argleario †
- Dodone † (abans de 837 - vers el 9 de novembre de 879 mort)
- Rainone † (880 - després de 905)
- Rotardo †
- Rainaldo I †
- Erveo † (citat el 929)
- Aimone †
- Nefingo † (prima di de març de 966 - 973 mort)
- Rainaldo II † (973 - 11 de juny de 1005 mort)
- Hubert de Vendôme † (abans de 1010 - 2 de març de 1047 mort)
- Eusèbe Brunon † (6 de desembre de 1047 - 1081 renuncià)
- Geoffroy de Tours † (6 d'agost de 1081 - 10 d'octubre de 1093 mort)
- Geoffroy de Mayenne † (vers 1093[5] - després de 25 de març de 1101 renuncià)
- Renaud de Martigné † (abans de 12 de gener de 1102 - després de 15 de desembre de 1124 nomenat arquebisbe de Reims)
- Ulger † (20 de setembre de 1125 - 16 d'octubre de 1149 mort)
- Normand de Doué † (6 de març de 1150 - 4 de maig de 1153 mort)
  - Sede vacante (1153-1155)
- Mathieu de Loudun † (1155 - 4 de març de 1162 mort)
- Geoffroy La Mouche † (1162 - 18 de gener de 1177 mort)
- Raoul de Beaumont † (1177 - 11 d'abril de 1197 mort)
- Guillaume de Chemillé † (1197 - 25 de maig de 1202 mort)
- Guillaume de Beaumont † (1202 - 31 d'agost de 1240 mort)
- Michel Villoiseau † (1240 - 6 de novembre de 1260 mort)
- Nicolas Gellent † (1261 - 29 de gener de 1291 mort)
- Guillaume Le Maire † (de març de o d'abril de 1291 - 13 de maig de 1314 mort)
- Hugues Odard † (7 d'octubre de 1316 - 9 de desembre de 1322 mort)
- Foulques de Mathefelon † (28 de març de 1324 - 23 de desembre de 1355 mort)
- Raoul de Machecoul † (2 de març de 1356 - 3 de desembre de 1358 mort)
- Guillaume Turpin de Cressé † (18 de gener de 1359 - 31 de gener de 1371 mort)
- Milon de Dormans † (3 de març de 1371 16 de juny de 1374 nomenat bisbe de Bayeux)
- Hardouin de Bueil † (16 de juny de 1374 - 13 de gener de 1439 mort)
- Jean Michel † (20 de febrer de 1439 - 12 de setembre de 1447 mort)
- Jean de Beauvau † (27 d'octubre de 1447 - 1467 deposat)
- Jean Balue † (5 de juny de 1467 - 1476 renuncià)
  - Jean de Beauvau † (1476 - 23 d'abril de 1479 mort) (per segona vegada, administrador apostòlic)
  - Auger de Brie † (1479 - 1480) (administrador apostòlic)
- Jean Balue † (1480 - 1491 mort) (per segona vegada)
  - Carlo Domenico Del Carretto † (10 d'octubre de 1491 - 1 de desembre de 1491 renuncià) (administrador apostòlic)
- Jean de Rély † (1 de desembre de 1491 - 27 de març de 1499 mort)
  - François de Rohan † (15 de maig de 1499 - 1532 renuncià) (administrador apostòlic)
- Jean Olivier, O.S.B. † (26 de juliol de 1532 - 12 d'abril de 1540 mort)
- Gabriel Bouvery † (30 d'abril de 1540 - 10 de febrer de 1572 mort)
- Guillaume Ruzé † (4 de juliol de 1572 - 28 de setembre de 1587 mort)
- Charles Miron † (20 de juny de 1588 - de maig de 1616 renuncià)
- Guillaume Fouquet de la Varenne † (13 de juny de 1616 - 10 de gener de 1621 mort)
- Charles Miron † (19 de gener de 1622 - 2 de desembre de 1626 nomenat arquebisbe de Lió) (per segona vegada)
- Claude de Rueil † (20 de març de 1628 - 20 de gener de 1649 mort)
- Henri Arnauld † (4 d'abril de 1650 - 8 de juny de 1692 mort)
- Michel Le Peletier † (15 d'octubre de 1692 - 9 d'agost de 1706 mort)
- Michel Poncet de La Rivière † (7 de juny de 1706 - 2 d'agost de 1730 mort)
- Jean de Vaugirault † (18 de desembre de 1730 - 21 de juny de 1758 mort)
- Jacques de Grasse † (4 d'abril de 1759 - 24 de juliol de 1782 mort)
- Michel-François de Couët du Vivier de Lorry † (23 de setembre de 1782 - 19 de setembre de 1801 renuncià)
- Charles Montault des Isles † (14 d'abril de 1802 - 29 de juliol de 1839 mort)
- Louis-Robert Paysant † (23 de desembre de 1839 - 6 de setembre de 1841 mort)
- Guillaume-Laurent-Louis Angebault † (23 de maig de 1842 - 2 d'octubre de 1869 mort)
- Charles-Emile Freppel † (21 de març de 1870 - 22 de desembre de 1891 mort)
- François-Désiré Mathieu † (19 de gener de 1893 - 25 de juny de 1896 nomenat arquebisbe de Tolosa)
- Louis-Jules Baron † (25 de juny de 1896 - 28 de maig de 1898 mort)
- Joseph Rumeau † (28 de novembre de 1898 - 9 de febrer de 1940 mort)
- Jean-Camille Costes † (9 de febrer de 1940 succeduto - 14 de febrer de 1950 mort)
- Henri-Alexandre Chappoulie † (30 de maig de 1950 - 13 de gener de 1959 mort)
- Pierre Marie Joseph Veuillot † (7 de juny de 1959 - 12 de juny de 1961 nomenat arquebisbe coadjutor de París)
- Henri-Louis-Marie Mazerat † (11 de desembre de 1961 - 5 de juliol de 1974 renuncià)
- Jean Pierre Marie Orchampt (5 de juliol de 1974 - 20 de març de 2000 jubilat)
- Jean-Louis Bruguès, O.P. (20 de març de 2000 - 10 de novembre de 2007 nomenat secretari de la Congregació per a l'Educació Catòlica)
- Emmanuel Delmas, dal 17 de juny de 2008

## Estadístiques
A finals del 2012, la diòcesi tenia 566.000 batejats sobre una població de 783.000 persones, equivalent al 72,3% del total.
| any  | població | població | població | sacerdots | sacerdots       | sacerdots       | sacerdots             | diaques | religiosos | religiosos | parròquies |
| ---- | -------- | -------- | -------- | --------- | --------------- | --------------- | --------------------- | ------- | ---------- | ---------- | ---------- |
| any  | batejats | total    | %        | total     | clergat secular | clergat regular | batejats por sacerdot | diaques | homes      | dones      |            |
| 1959 | 475.000  | 518.000  | 91,7     | 1.078     | 928             | 150             | 440                   |         | 220        | 3.500      | 417        |
| 1970 | 530.000  | 584.709  | 90,6     | 957       | 784             | 173             | 553                   |         | 373        | 3.582      | 420        |
| 1980 | 553.000  | 638.000  | 86,7     | 766       | 675             | 91              | 721                   | 1       | 202        | 2.938      | 421        |
| 1990 | 611.000  | 719.000  | 85,0     | 643       | 564             | 79              | 950                   | 7       | 178        | 2.436      | 419        |
| 1999 | 573.000  | 705.869  | 81,2     | 511       | 455             | 56              | 1.121                 | 17      | 134        | 1.909      | 85         |
| 2000 | 586.300  | 732.942  | 80,0     | 494       | 444             | 50              | 1.186                 | 22      | 131        | 1.852      | 85         |
| 2001 | 583.000  | 732.942  | 79,5     | 465       | 416             | 49              | 1.253                 | 21      | 130        | 1.737      | 85         |
| 2002 | 583.300  | 732.942  | 79,6     | 450       | 400             | 50              | 1.296                 | 13      | 135        | 1.695      | 85         |
| 2003 | 564.700  | 752.942  | 75,0     | 442       | 394             | 48              | 1.277                 | 23      | 130        | 1.697      | 85         |
| 2004 | 564.706  | 752.942  | 75,0     | 438       | 381             | 57              | 1.289                 | 29      | 129        | 1.635      | 85         |
| 2006 | 559.114  | 745.486  | 75,0     | 405       | 353             | 52              | 1.380                 | 28      | 109        | 1.576      | 85         |
| 2012 | 566.000  | 783.000  | 72,3     | 338       | 289             | 49              | 1.674                 | 37      | 104        | 1.268      | 85         |